# Пак-Паан Ён Хи
Пак-Паан Ён Хи (нем. Younghi Pagh-Paan, кор. 박-파안 영희?, 朴 琶案 泳姬?, 1945, Чхонджу, провинция Чхунчхон-Пукто) — южнокорейский и немецкий композитор и музыкальный педагог.

## Биография
Изучала композицию и теорию в Сеульском национальном университете (1965—1972). В 1974—1979 годах училась во Фрайбурге у К. Хубера и Б. Фернихоу. В 1991 году преподавала в Музыкальной академии Граца, в 1992—1993 годах — в Музыкальной Академии Карлсруэ. С 1994 года преподает в созданной ею Мастерской современной музыки при Высшей школе искусств Бремена. Среди её учеников — Джамиля Джазылбекова, Акико Мураками и др.
Муж — композитор, дирижёр и педагог Клаус Хубер. Живёт в Бремене и Паникале (Перуджа).

## Сочинения
- PA-MUN для фортепиано (1971)
- Dreisam-Nore для флейты (1975)
- Ta-Ryung II для 16 инструментов (1978)
- Sori для симфонического оркестра (1979)
- Nun для 5 женских голосов и 18 инструментов (1979)
- Madi для 12 инструментов (1981)
- Flammenzeichen для женского голоса соло и малых ударных (1983)
- Aa-ga I для виолончели (1984)
- Mein Herz для женского и мужского голоса и малых ударных (1991)
- BIDAN-SIL / Шелковая нить для гобоя и оркестра (1992—1993)
- Rast in einem alten Kloster для бас-флейты (1992—1994)
- TSI-SHIN-KUT/ Обряд Мирового Духа для 4 перкуссионистов и магнитофонной ленты (1993—1994)
- Sowon / Wunsch для сопрано и 10 инструментов на стихи Анны Ахматовой, Розы Ауслендер и Луизы Лабе (1995—1996)
- In dunkeln Träumen… для чтеца, флейты и альта на стихи Гейне (1997)
- Die Insel schwimmt для фортепиано и перкуссии (1997)
- Ne Ma-Um для аккордеона и трещотки (1996—1998)
- Roaring Hooves для 7 инструментов (2000)
- Silbersaiten для фортепиано, скрипки и виолончели (2002)
- Louise Labé для меццо-сопрано, гобоя д’амур, кларнета, скрипки и перкуссии (2002)
- Moira для меццо-сопрано и аккордеона (2003)
- Wundgeträumt для флейты, гобоя, кларнета, скрипки и виолончели (2004—2005)
- Hin-Nun II/ Белый снег для сопрано, меццо-сопрано, контртенора, тенора, баритона и баса (2005)
- Mondschatten, камерная опера по трагедии Софокла «Эдип в Колоне» и дзэн-буддистским текстам (2006)
- In luce ambulemus для тенора соло и оркестра на латинские тексты из посланий второго католического священника и мученика Кореи, отца Yang-Eop Choe (1821—1861) (о процессе его беатификации см.:  (недоступная ссылка) (2007)
- Vide Domine, vide afflictionem nostram для смешанного хора a capella на латинские тексты отца Yang-Eop Choe (2007)
- Attende, Domine, miserecordiam tuam (2009)
- Hohes und tiefes Licht, двойной концерт для скрипки, альта и оркестра (2010—2011)

## Исполнители
Произведения Пак-Паан Ён Хи исполняли, среди других, Ensemble Modern (дирижёр Петер Этвёш), Оркестр Юго-Западного радио (дирижёр Михаэль Гилен), перкуссионист Робин Шулковский, аккордеонист Теодоро Анцеллотти и др.

## Признание
Премия Штутгарта (1980). Художественная премия Хайдельберга (1995). Премия Сеульского университета За жизненные достижения (2006). Орден За заслуги Республики Южная Корея (2007) и другие награды. Член Берлинской академии художеств (2009).